# Новий Шарой
Новий Шарой (рос. Новый Шарой) — село у Ачхой-Мартановському районі Чечні Російської Федерації.
Населення становить 2203 особи (2019). Входить до складу муніципального утворення Ново-Шаройське сільське поселення .

## Географія
Село Новий Шарой розташоване на відстані 8 кілометрів від районного центру Ачхой-Мартанова.

## Історія
Згідно із законом від 14 липня 2008 року органом місцевого самоврядування є Ново-Шаройське сільське поселення.

## Населення

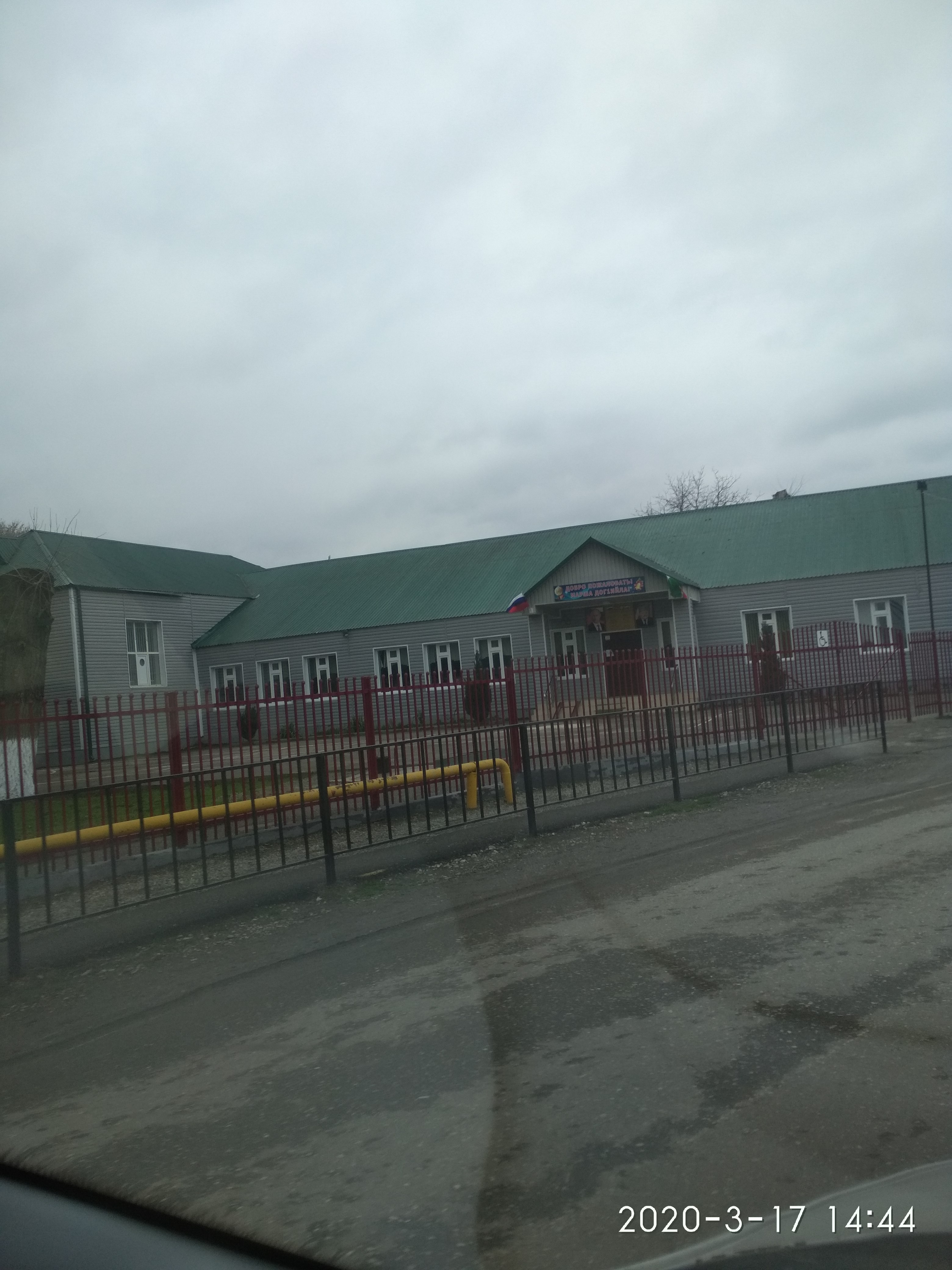
Середня школа

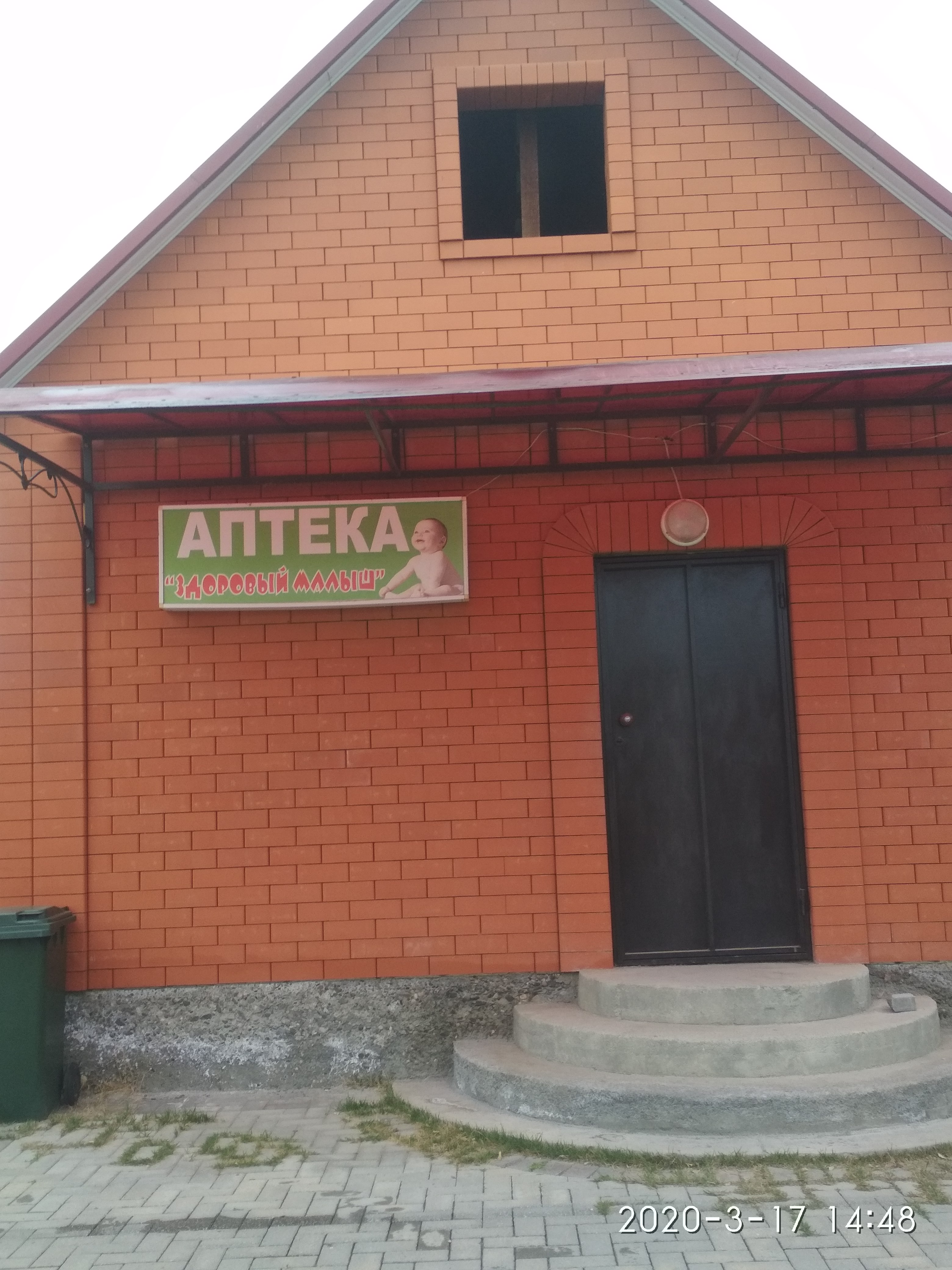
Аптека

| 1990  | 2002  | 2010  | 2012  | 2013  | 2014  | 2015  |
| ----- | ----- | ----- | ----- | ----- | ----- | ----- |
| 1425  | ↗1739 | ↗1924 | ↗1961 | ↗1994 | ↗2030 | ↗2066 |
| 2016  | 2017  | 2018  | 2019  |       |       |       |
| ↗2104 | ↗2113 | ↗2131 | ↗2203 |       |       |       |